# سه‌طلاقه
سه طلاقه اصطلاحی است فقهی و به زنی گفته می‌شود که سه بار از همسر خودش طلاق گرفته باشد. سه‌طلاقه کردن زن به معنی نفی رجوع و ازدواج مجدد همان مرد با اوست مگر اینکه زن با مرد دیگری به عنوان محلل ازدواج کرده و این مرد فوت کند یا آن زن را طلاق دهد.
در مورد سه طلاقه کردن، بین کارشناسان قوانین شرعی اختلاف نظر وجود دارد. برخی از آنان این رسم را بخشی مهم از قوانین شرع دانسته و حفظ حق سه‌طلاقه کردن زنان را لازم می‌دانند هر چند لزوماً استفاده از این حق را توصیه نمی‌کنند. در مقابل، برخی دیگر معتقدند که سه‌طلاقه کردن را می‌توان ممنوع کرد بی آنکه به اعتقادات اصولی مسلمانان لطمه‌ای وارد شود. بر اساس فقه شیعه و فقه اهل سنت اصطلاح سه طلاقه تعاریف متفاوتی دارد.
بسیاری از زنان مسلمان و گروه‌های مدافع حقوق بشر، در کشورهای مسلمان همواره خواهان تغییراتی در این مورد بوده‌اند. به گفته آن‌ها «سه طلاقه» کردن همسر از سوی شوهر و به ویژه ادای سه بار لفظ طلاق در یک نشست، باعث می‌شود که زن مورد ظلم واقع شود و مشکلات روانی و مالی زیادی نیز بر او تحمیل شود. در مقابل حامیان «سه طلاقه» کردن می‌گویند که از این قانون اسلامی تفسیر درستی نشده‌است.

## در فقه شیعه
بنا بر فقه شیعه سه طلاقه کردن زن وقتی تحقق می‌پذیرد که مردی همسر خود را طلاق دهد، سپس در ایام عده یا پس از تمام شدن وقت عده با او ازدواج کند، آنگاه برای بار دوم همسر خود را طلاق دهد و همانند بار اول یا در ایام عده یا پس از انقضای مدت عده با او ازدواج کند، آنگاه برای بار سوم همسر خود را طلاق دهد. این زن سه طلاقه به‌شمار می‌آید.

## در فقه اهل سنت
در فقه اهل سنت سه طلاقه کردن در یک مجلس نیز صحیح و معتبر است و احکام سه‌طلاقه را در بارهٔ آن صادق می‌شمارند. ایشان معتقدند که یک مرد مسلمان طبق رسوم برای سه طلاقه کردن زنان اجازه دارد با سه بار تکرار لفظ «طلاق» یا سه بار خواندن صیغه طلاق در یک مرحله، زن خود را طلاق دهد. برخی حتی از طریق نامه، تماس تلفنی همسرانشان را طلاق داده‌اند.

## محلل
اگر زنی سه طلاقه شود، شوهر سابقش حق ازدواج مجدد با او را نخواهد داشت مگر این که به اصطلاح فقهاء محلل پیدا شود، یعنی آن زن با مرد دیگری غیر از شوهر اولش ازدواج کند. در چنین صورتی اگر شوهر دومش از دنیا برود یا آن زن را طلاق دهد، پس از پایان زمان عده، شوهر اول می‌تواند با او ازدواج کند.
گاه زن و شوهری که پس از سه‌طلاقه شدن، پشیمان شده و قصد ازدواج با هم را داشته باشند، فردی را به عنوان محلل به استخدام خود درمی‌آورند.
مخالفان رسم سه طلاقه کردن زنان با استفاده از محلل نیز مخالف هستند و خواستار لغو این رسم شده‌اند. به گفته آنان، استفاده از محلل به معنی نادیده گرفتن و تحقیر عنصر عاطفه و علاقه در روابط زناشویی است.